# 坦桑尼亚
坦桑尼亚联合共和国，通稱坦尚尼亞，是位于赤道以南的东非国家。坦桑尼亚本土地处维多利亚湖和印度洋之间，北邻烏干達和肯亞，西与剛果民主共和國、盧安達和蒲隆地交界，南与馬拉威和莫三比克毗连，西南与尚比亞接壤。1964年4月26日，坦干伊加与尚吉巴合併，成立坦尚尼亞聯合共和國，首都為多多馬。1996年以前的舊首都位於三蘭港，现今仍為该国主要商業城市以及大部分政府機關的所在地。三蘭港也為坦桑尼亞的主要港口。
坦桑尼亚东部沿海地区和内陆部分低地属热带草原气候，西部内陆高原属热带山地气候，桑给巴尔的20多个岛屿属热带海洋性气候，非洲最高峰吉力馬札羅山位於坦尚尼亞境內。
坦桑尼亚国土面积94.5万平方公里，2021年估计人口达6,119万人，分属126个民族。现任总统为萨米娅·苏卢胡，她于2021年上任。

## 历史
坦桑尼亞是人類发源地之一，在公元前就同阿拉伯半島、波斯、印度等地有贸易往来。伊斯兰教於8世紀或9世紀時傳播到坦桑尼亞的沿海地區。阿拉伯人于10世纪末建立过伊斯兰王国，波斯人曾在大陆东部沿海地区和桑给巴尔建立基爾瓦蘇丹國。在19世纪中期，欧洲开始进入此处。1848年，德国人约翰内斯·雷布曼成为第一个见到乞力马扎罗山的欧洲人。1880年代至1919年曾是德属东非，第一次世界大战結束后，1920年坦成为英国“委任统治地”，1922-1934年间，该国经济几乎完全由英属埃及中央银行控制；1946年联合国大会通过决议，将坦改为英国的“托管地”。1961年12月9日坦噶尼喀宣告独立，1963年12月10日桑给巴尔宣告独立，成为由苏丹统治的君主立宪制国家。1964年1月12日，成立桑给巴尔人民共和国。1964年4月26日，坦噶尼喀和桑给巴尔合并为“坦噶尼喀和桑给巴尔联合共和国”；同年10月29日，改名为“坦桑尼亚联合共和国”。

## 地理

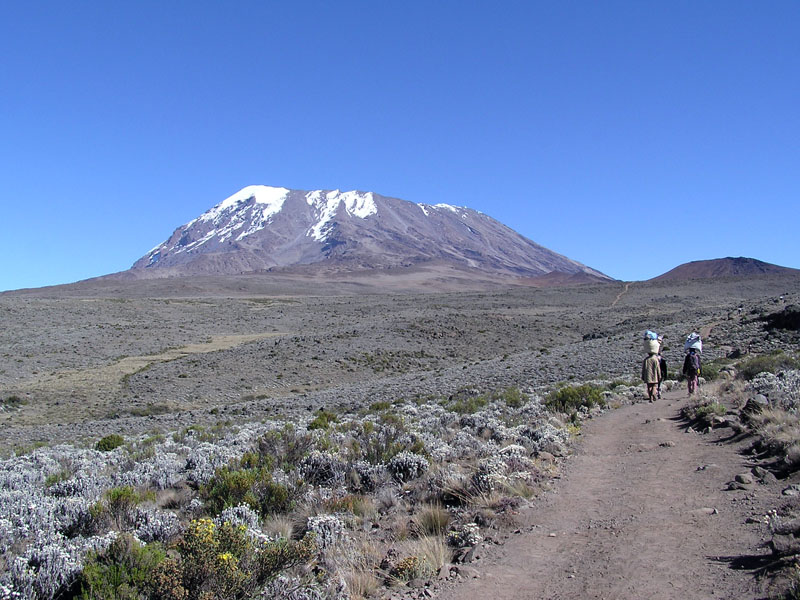
非洲最高峰吉力馬札羅山

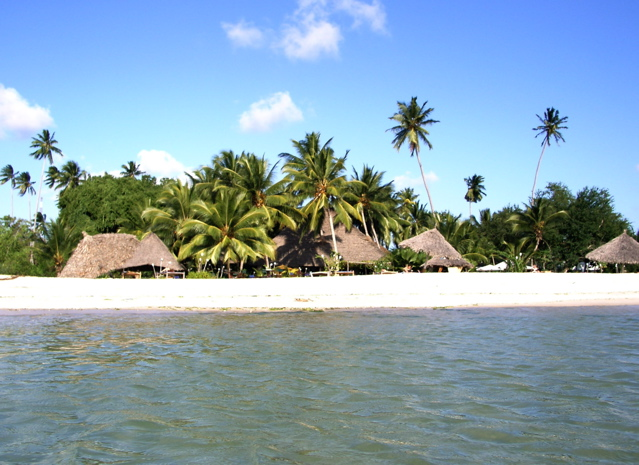
桑給巴爾的海灘

坦桑尼亚位于非洲东部、赤道以南。北与肯雅和乌干达交界，南与赞比亚、马拉维、莫桑比克接壤，西与卢旺达、布隆迪和为邻，东濒印度洋。大陆海岸线长840公里。东部沿海地区和内陆部分低地属热带草原气候，西部内陆高原属热带高地氣候。大部分地区平均气温21—25℃。桑给巴尔的20多个岛屿属热带海洋性气候，终年湿热，年平均气温26℃。
位於坦桑尼亞東北部的吉力馬札羅山，海拔5,895米，為非洲最高峰。
坦桑尼亞湖有坦噶尼喀湖、维多利亚湖和马拉维湖。

### 野生動物和保育
坦桑尼亞全國有大約38%的陸地被劃為保護區。全國共有16個國家公園。
野生動物在十一月至三月生育新生命，叢林和草地上都是悠然的初生牛羊。這時侯的坦桑尼亞草原隨處可見斑馬、瞪羚等動物。 踏入五月，雨水北移，野生動物開始隨着雨水準備大遷徙。萬千隻野生動物會向北移動，造成萬馬奔馳的震撼場面。

## 政治

### 政府
坦桑尼亚立法机构由两部分组成：总统和国民代表大会。:§ 62(1)总统和国民代表大会成员通过5年一次的直选产生，任期为5年。:§ 42(2) 总统和副总统都不能是国民代表大会成员。:§ 66(2)总统指定一名总理作为政府领导。:§§ 51(1), 52(2)内阁成员也由总统从国民代表大会中选定成员担任。:§ 55
坦桑尼亚的政坛目前处于一党独大，由革命党掌权。上一次总统大选和国民代表大会选举是在2015年。革命党在国民代表大会中占有大约7成的议席。

### 行政区划

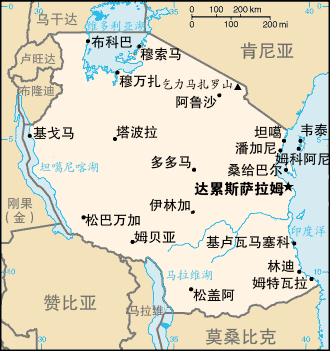
坦桑尼亚地图

坦桑尼亞共有31个省（又称行政區）以及133个县。其中大陆划分为26省、桑给巴尔划分为5省。
- 阿魯沙區Arusha Region
- 達累斯薩拉姆區 Dar es Salam Region
- 多多馬區 Dodoma Region
- 伊林加區 Iringa Region
- 卡蓋拉區 Kagera Region
- 奔巴北區 North Benba Region
- 尚吉巴北區
- 奔巴南區 South Benba Region
- 尚吉巴南區
- 基戈馬區 Kigoma Region
- 乞力馬扎羅區 Kilimajiaro Region
- 林迪區 Lindi Region
- 曼亞拉區 Manyara Region
- 馬拉區 Mara Region
- 姆貝亞區 Mbeya Region
- 尚吉巴西區
- 莫罗戈罗区 Morogoro Region
- 姆特瓦拉區 Mtwara Region
- 姆萬扎區 Mwanza Region
- 濱海區
- 魯夸區 Rukwa Region
- 魯伍馬區 Kiruva Region
- 欣延加區 Shinyanga Region
- 辛吉達區 Singita Region
- 塔波拉區 Tabora Region
- 坦噶區 Tanga Region

（以下为2012年3月新设立）
- 盖塔区（Geita Region）
- 卡塔维区（Katavi Region）
- 恩琼贝区（Njombe Region）
- 锡米尤区（Simiyu Region）
- 松圭区（Songwe Region）

### 外交
截至2019年9月，坦桑尼亚已经与127个国家建立了外交关系。
坦桑尼亚与美国于1961年建交，近年来关系持续改善发展。美国是坦主要投资和援助国之一，并免除了坦美双边债务。2015年美国对坦桑尼亚援助预算总额达12亿美元。坦桑尼亚与英国关系也非常密切，英是坦最大投资来源国、主要贸易伙伴和援助国，每年援助额约8,000万美元。英宣布免除了坦所欠全部债务，并积极支持国际货币基金组织和世行等国际金融机构减免坦债务。坦桑尼亚同肯尼亚、乌干达、埃塞俄比亚等周边国家关系也很密切，积极参与调解肯尼亚选后危机、津巴布韦大选政治危机，大力斡旋刚果（金）、马达加斯加问题，关注索马里和平进程，为非盟驻索马里维和部队提供培训，参与调解南苏丹问题和布隆迪问题，参与联合国在向苏丹达尔富尔、刚果（金）、科特迪瓦和南苏丹等维和任务。此外坦桑尼亚重视发展与中国、印度、日本等亚洲国家的关系。
坦尚尼亞為東非共同體成員，曾经提出在2015年与其他成员国合并成为统一的联邦国家。该联邦将拥有共同的宪法、总统、议会和货币。但是截至2014年為止，雖然五國都支持組成東非聯邦，但政治上的各項安排以及施行日程等仍在持續協商當中。

### 軍事
坦桑尼亚有3萬人左右的軍隊，相比4千多萬人口數在非洲屬於小型規模，但其與中華人民共和國有深厚軍事交流，大量軍官前往解放軍留學，被軍事迷稱為「非洲人民解放軍」，1979年烏坦戰爭期間原本居下風的坦軍最後獲得中國人民解放軍的顧問秘密支援，先召開政治協商會議聯合所有反阿明的游擊隊，最後10,000多名坦軍在59式坦克和殲-6、殲-7B戰鬥機支援下反攻逐出烏軍，並攻入烏干達境內最終消滅了烏軍和卡扎菲派出支援的利比亞軍，攻下首都擊垮了阿明的政權。
現役裝備以中俄系武器為主，2011年閱兵上首次出現了中方研發的59式坦克一種特殊大改型外觀已經全面變更，類似96式主戰坦克，屬於全球俄製T-55系列中的最大現代化改裝。

## 經濟

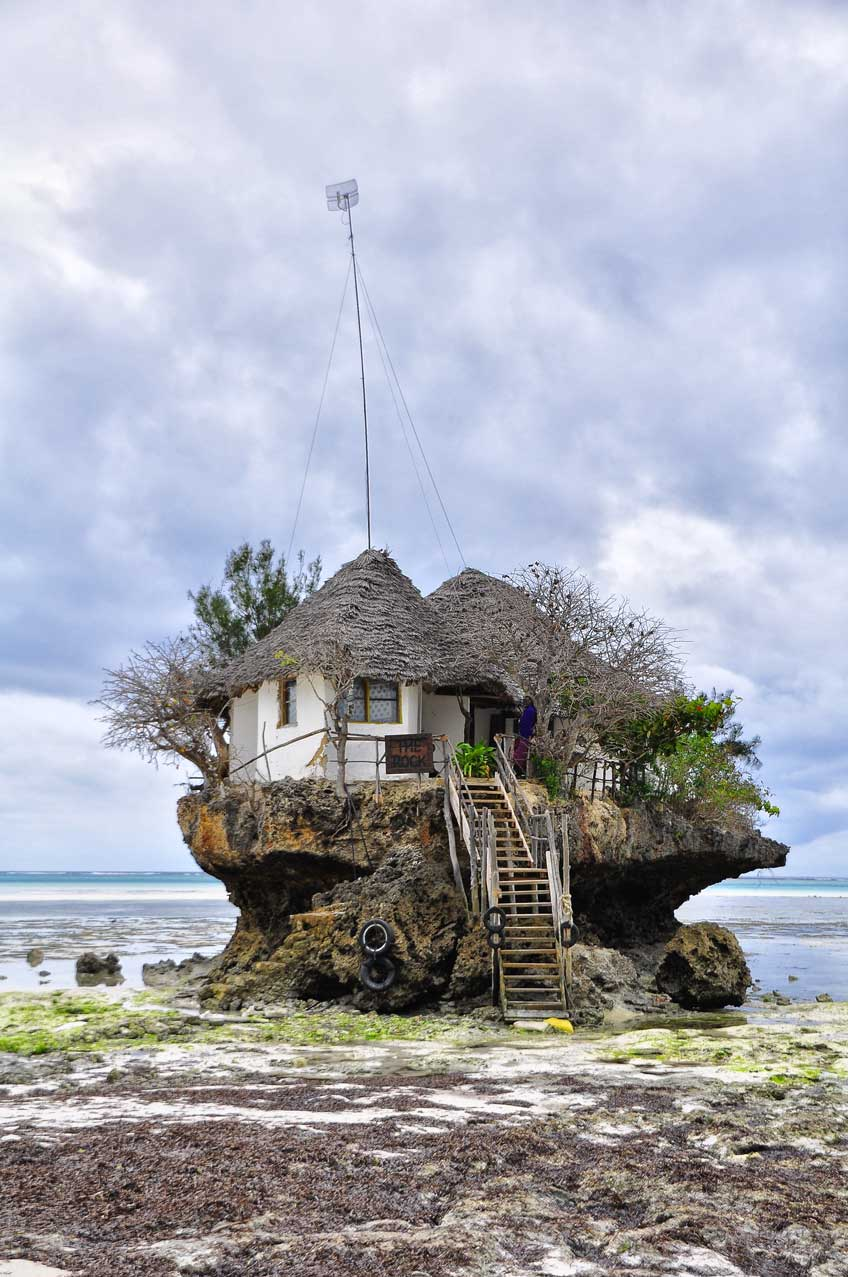
旅遊名勝礁岩餐廳

坦桑尼亞为世界最不发达国家之一，經濟以农业为主。农业佔該國出口的85%、國內生產總值的一半，當地就業人口之中的90%都是從事農業工作。可是，受地形和氣候影響，該國的可耕地僅佔全部土地的4%。工業僅限於輕工業消費品和輔助農業生產。世界銀行和國際貨幣基金都曾給予資金恢復坦桑尼亞每況愈下的經濟情況。2015年坦桑尼亚国内生产总值（GDP）为443亿美元，国内生产总值增长率为6.6％，人均国内生产总值仅828美元。
坦桑尼亚服务业占国内生产总值的49.9%，其中贸易与维修占14.8%，交通运输业占5.1%，通讯业占3.9%，酒店和餐饮业占2.2%，其他服务业（包括金融中介、公共管理、房地产、教育、卫生以及其他社会和个人服务业）占24%。坦桑尼亚旅游资源丰富，有众多自然、文化景观。2015年赴坦旅游人数约120万人，旅游业总收入达21.96亿美元。
坦桑尼亞擁有大量的天然資源，包括黃金，在圖拉瓦卡（Tulawaka）的金礦蘊藏量更超過500,000盎司。該國也有未經開發的國家公園。在1991至1999年，工業生產的復興和礦物（主要為黃金）出口的增加帶動該國經濟的增長。在2004年，商業的天然氣開發在魯菲吉河三角州附近的印度洋展開，開發出的天然氣會經管道輸往达累斯萨拉姆，大部分會被用作發電。
21世紀早期長期的乾旱使坦桑尼亞的水力發電潛力嚴重下降（兩個水力發電系統提供了該國大約60%的電力），在2006年，因為能源短缺（主要因為水力發電的短缺），該國實行了能量配給。坦桑尼亞的能源問題估計會令當地2006年的國內生產總值下降4至5.9%。

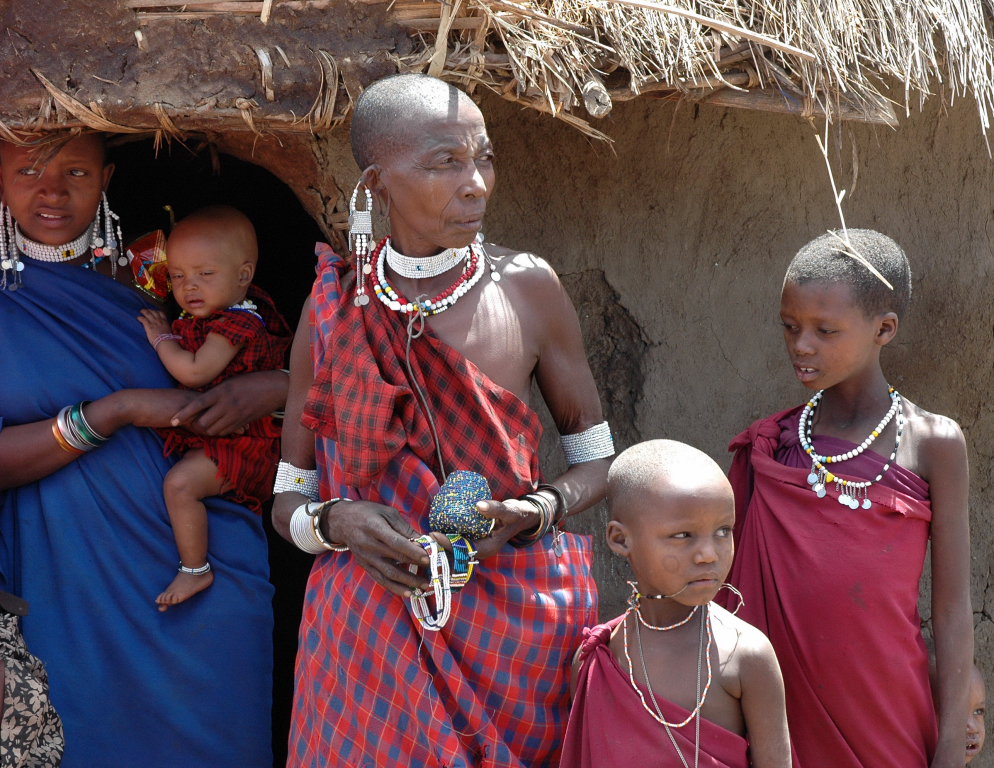
馬賽族部落的茅屋
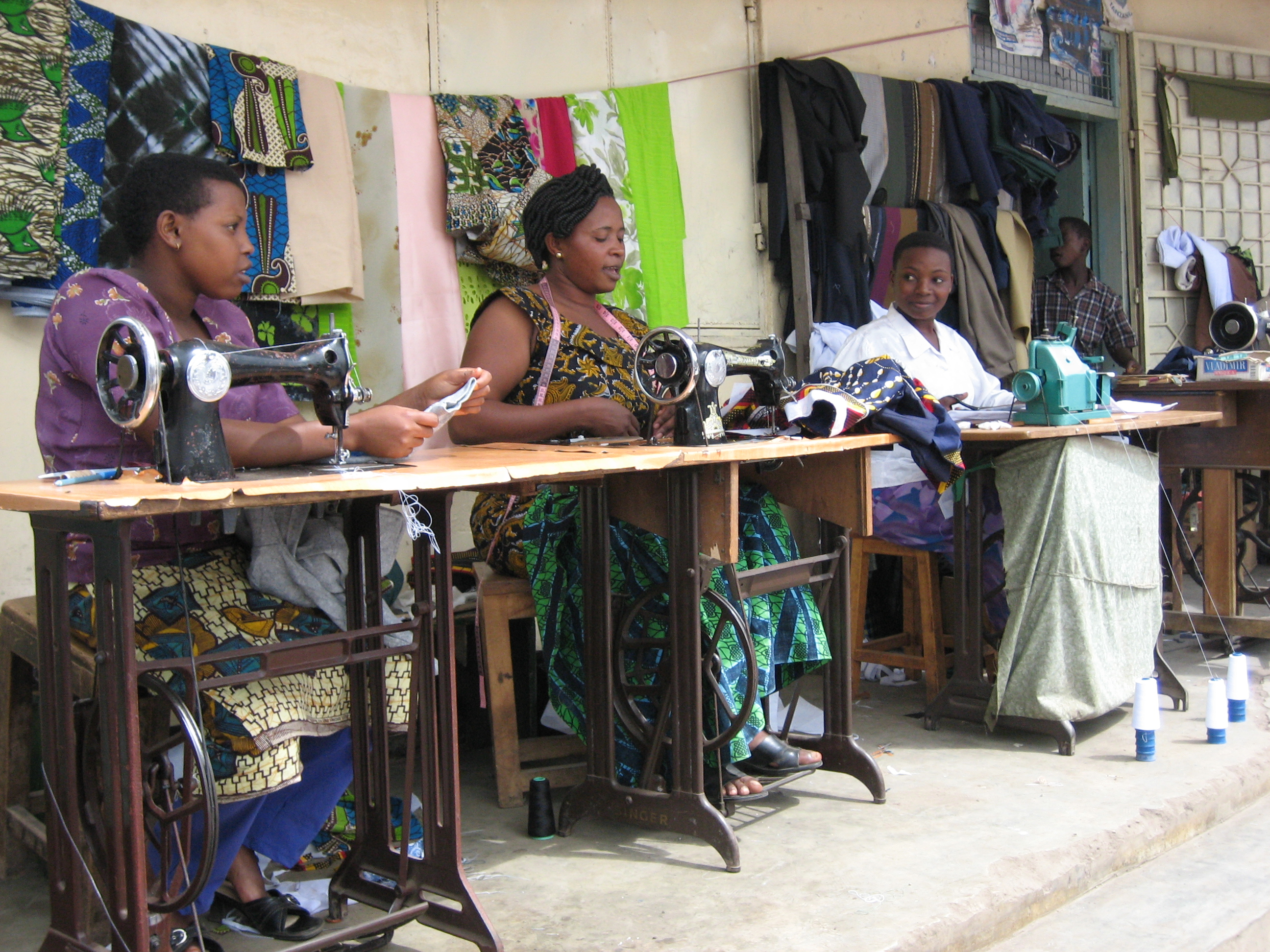
家庭紡織
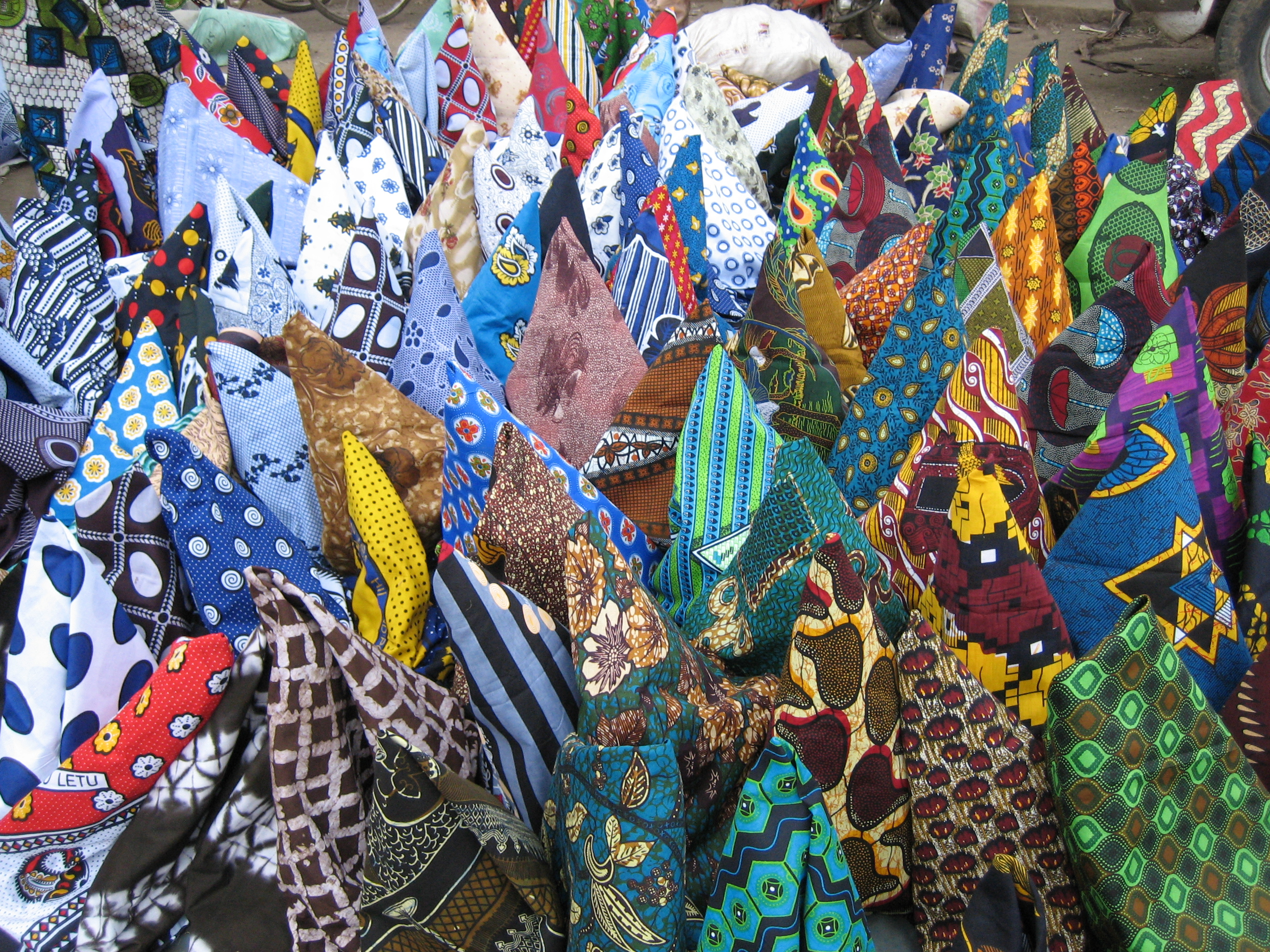
民族編織工藝品出口
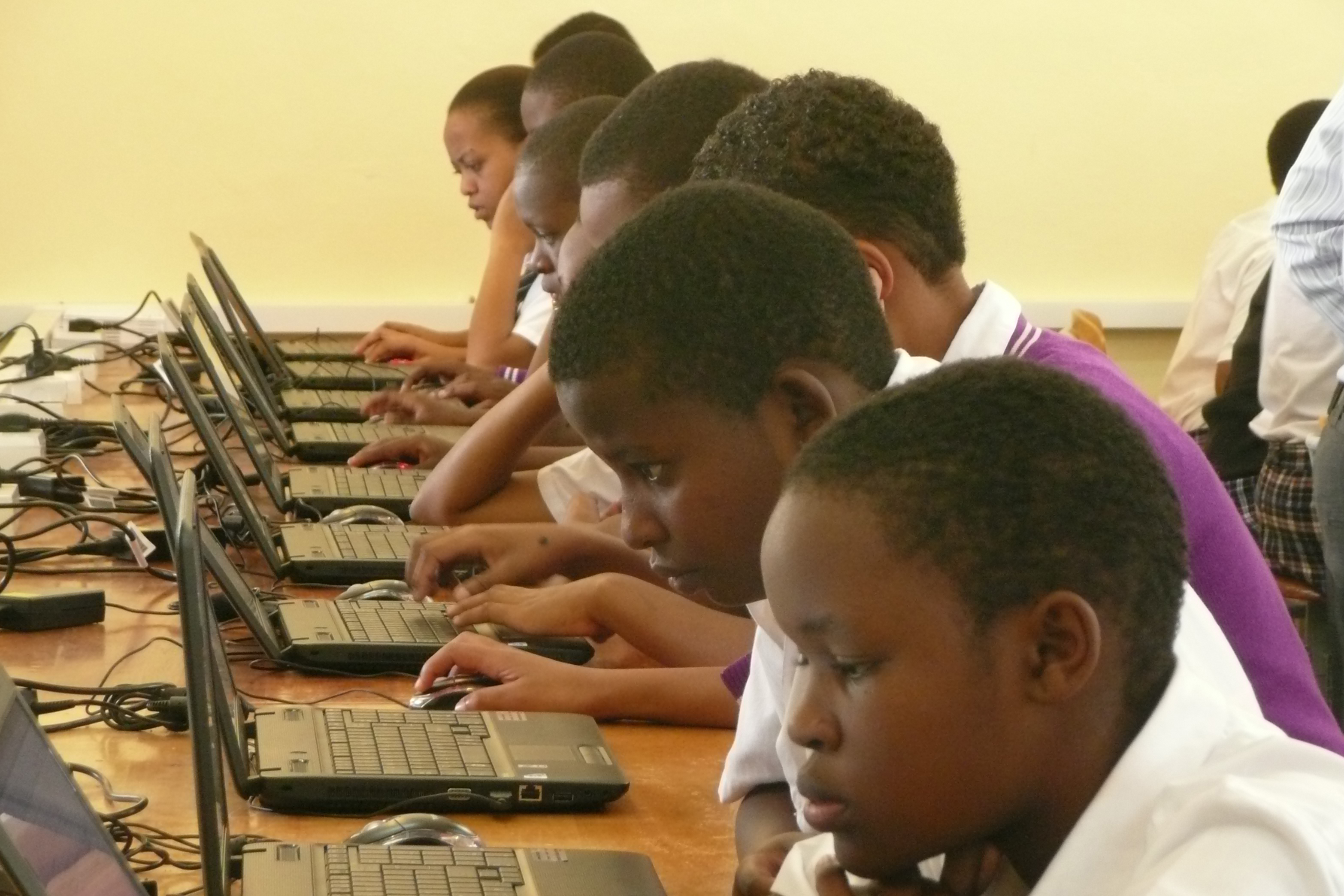
學童使用捐贈的電腦上課
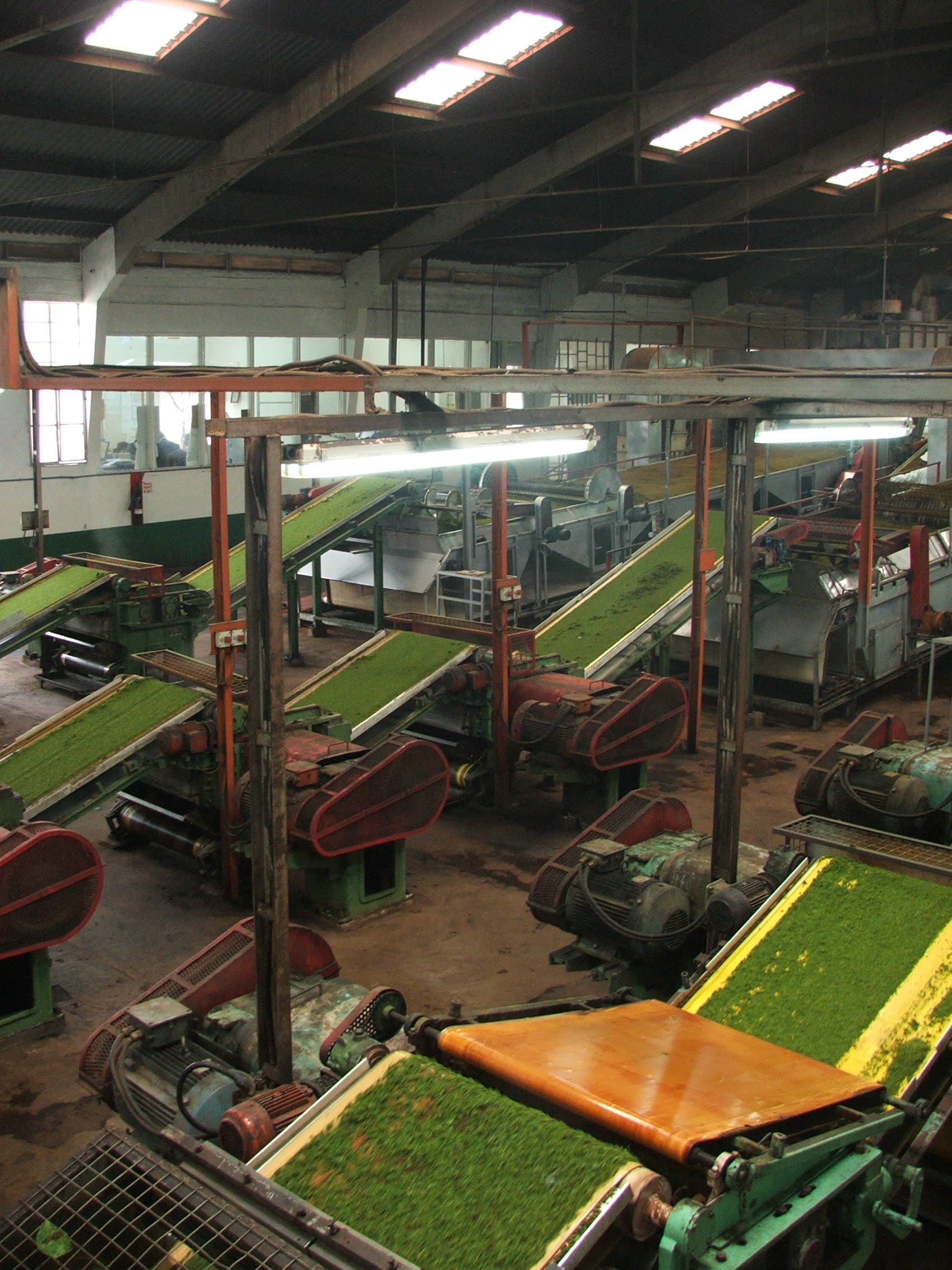
園藝草皮製造業
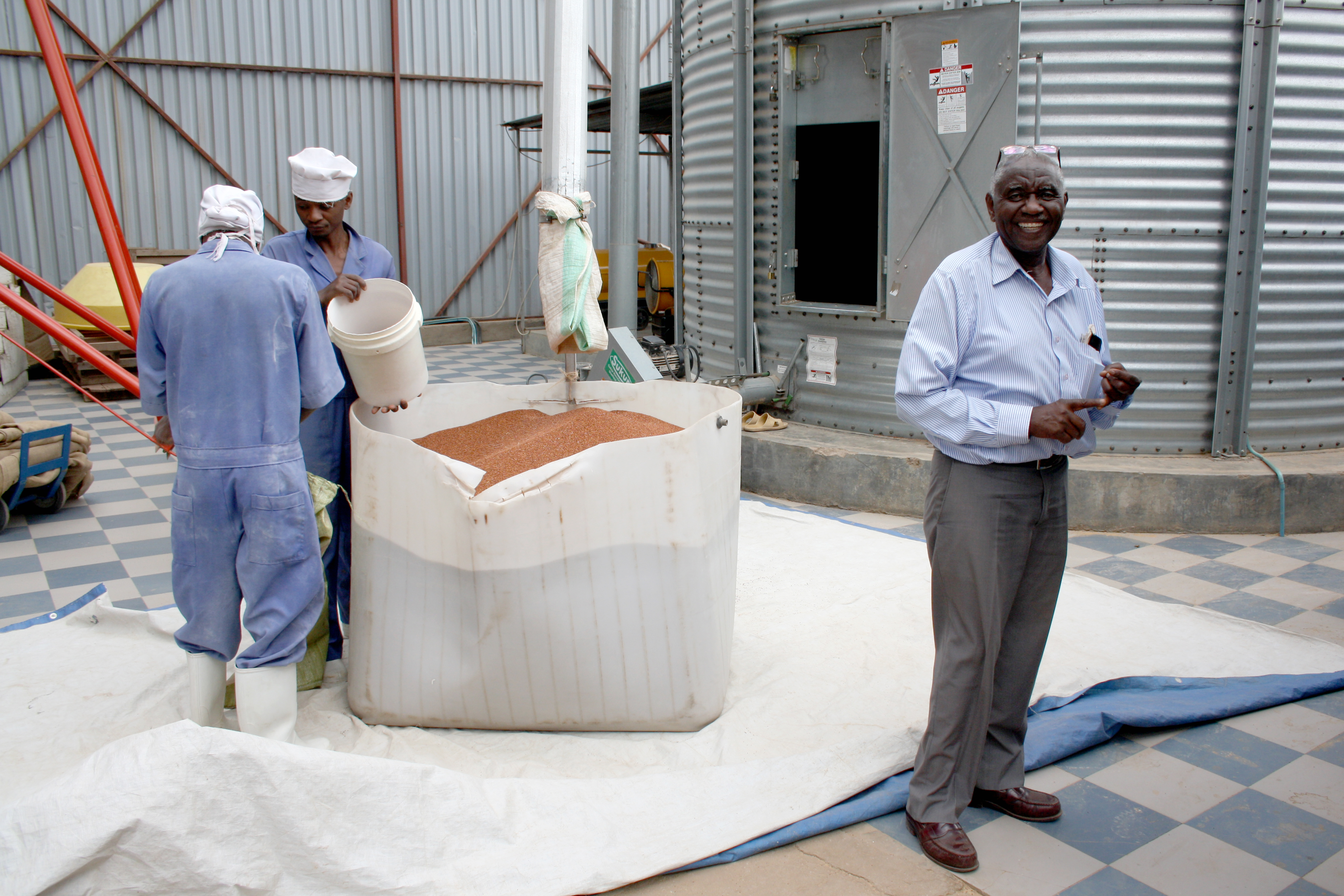
咖啡豆產業
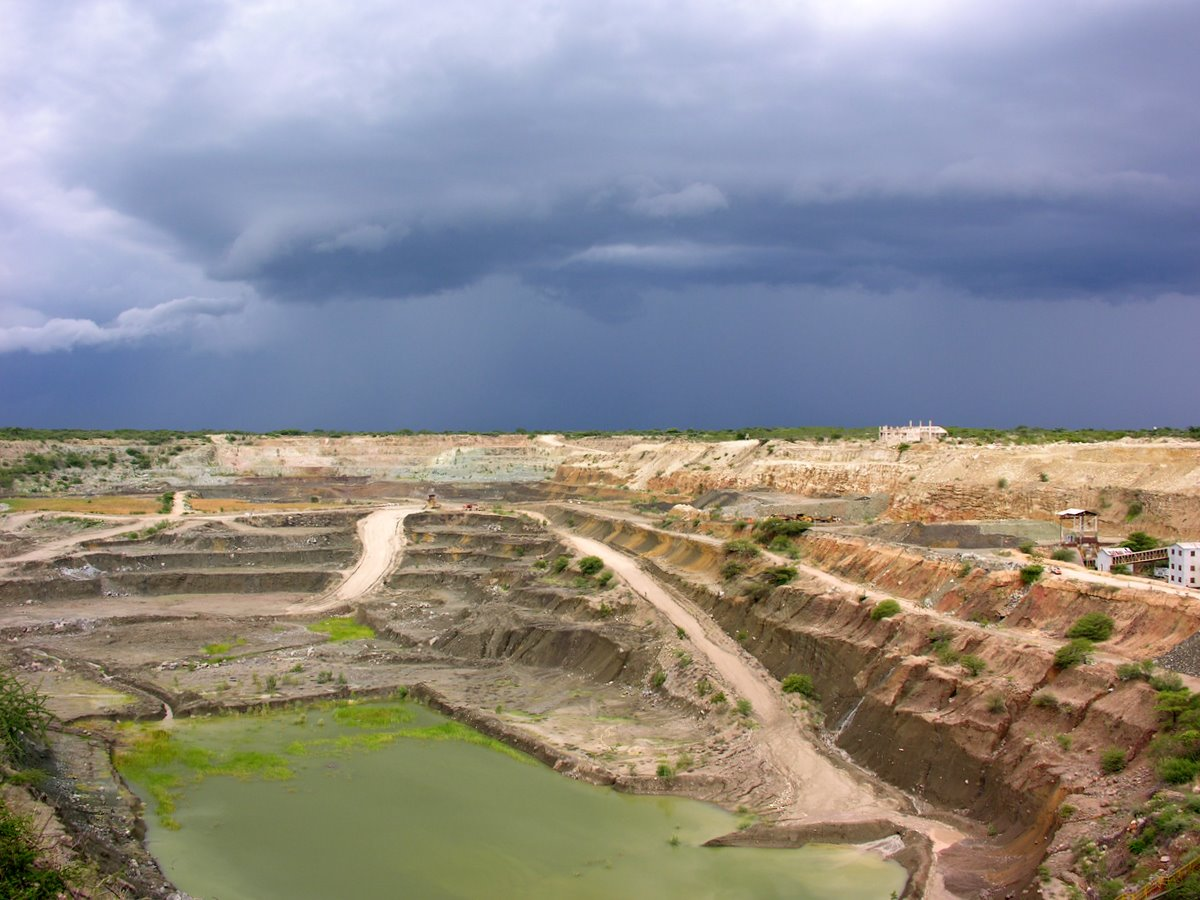
威廉姆森金刚石矿
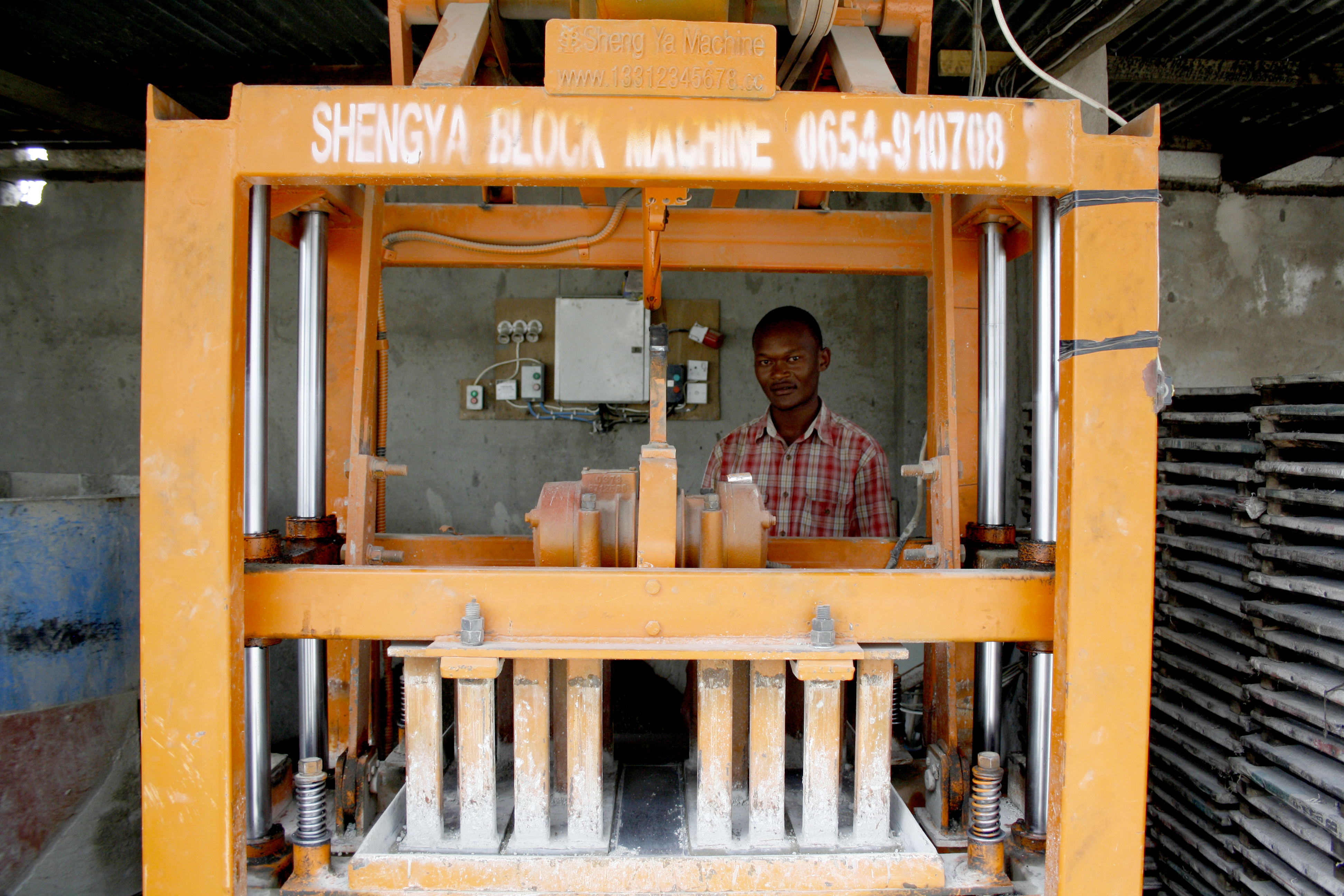
建材輕工業
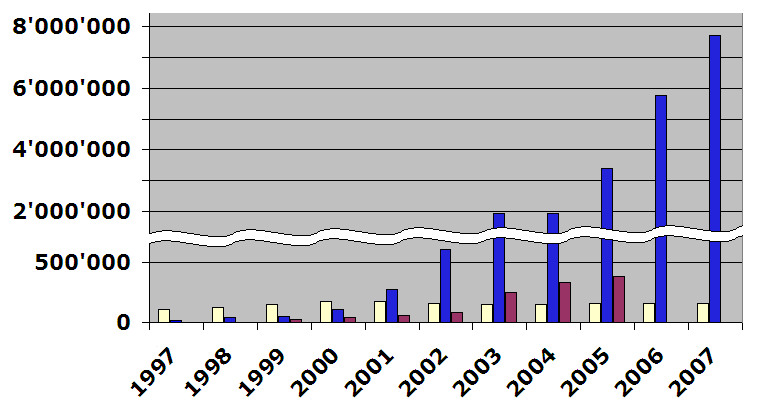
手機持有率快速增長，幾乎每家庭有一部手機

## 交通
坦桑尼亚公路总长87,581公里，铁路总长3,667公里，主要有中央鐵路、東非鐵路及坦贊铁路。其中坦贊鐵路是連結坦尚尼亞原首都和港口城市三蘭港與尚比亞中部城市卡皮里姆波希的一條鐵路，建於1970至1975年。鐵路由中華人民共和國政府援建，以幫助盛產銅礦而又地處內陸的尚比亞的出口線路不必經過羅得西亞（今辛巴威）、莫桑比克和南非、安哥拉。坦赞鐵路也是中華人民共和國迄今為止最大的援外成套項目之一。坦桑尼亚沿海有三蘭港、姆特瓦拉、坦噶和尚吉巴四大港口，其中三蘭港是进出口贸易的主要通道。坦桑尼亚现有机场46个，其中三蘭港、吉力馬札罗和尚吉巴为国际机场；另有国内商用机场22座，简易跑道通用机场21座。

## 人口
2012年全国总人口有4,493万人，2019年增至6,054万人。年龄低于15岁的人口比例为44.1%。坦桑尼亚有126个民族，人口超过100万的有苏库马、尼亚姆维奇、查加、赫赫、马康迪和哈亚族。另有一些阿拉伯人、印巴人和欧洲人后裔。斯瓦希里语为国语，与英语同为官方通用语。坦桑尼亚的总和生育率为5.01（2013年估计值），位列全世界第18位。

## 宗教
坦噶尼喀（本土）居民中63％信奉基督教（包括天主教与新教）、34％信奉伊斯兰教，其余则為原始物神崇拜；至于尚吉巴有98％的居民信奉伊斯兰教。

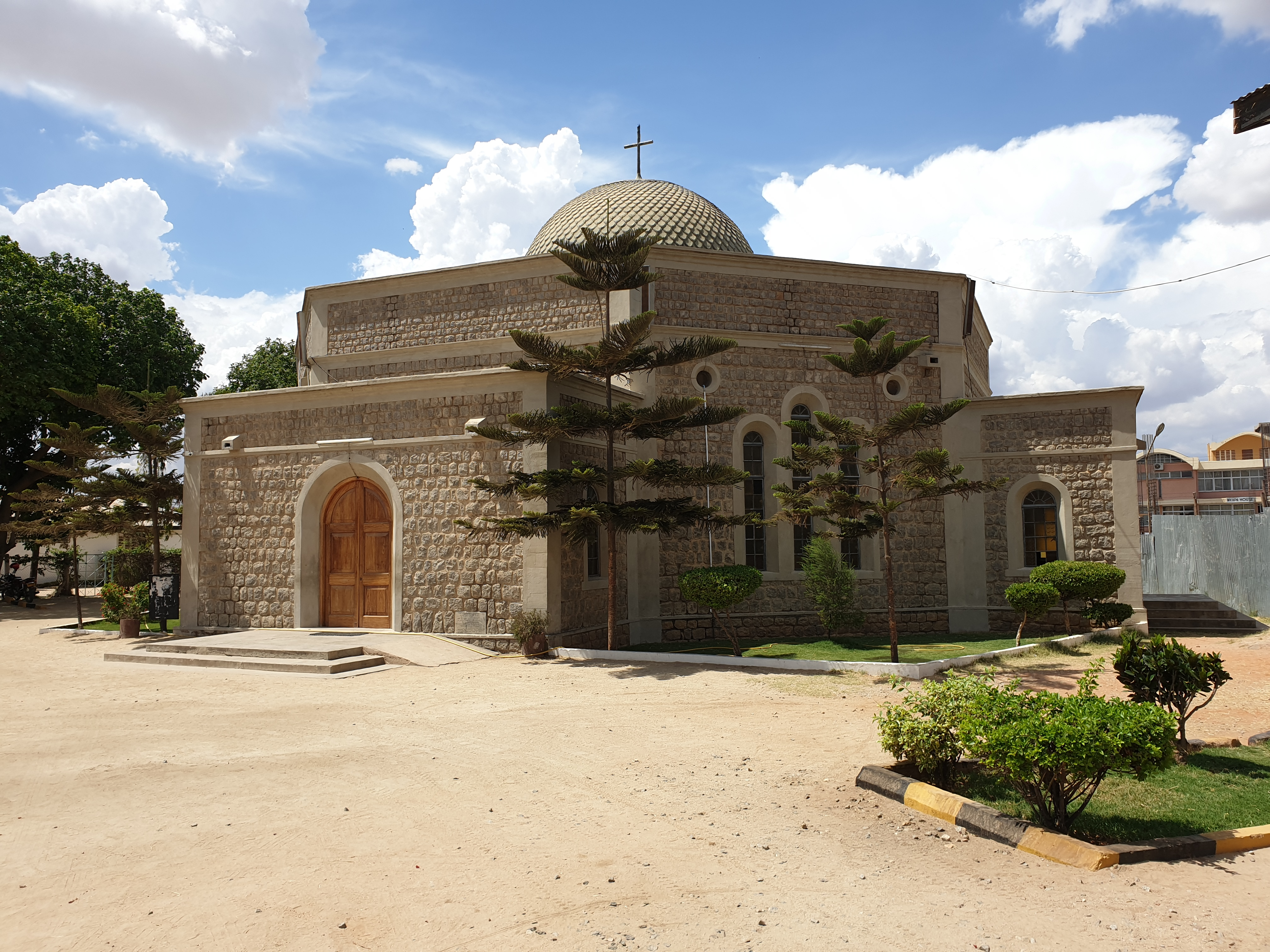
聖公會多多馬聖靈大教堂
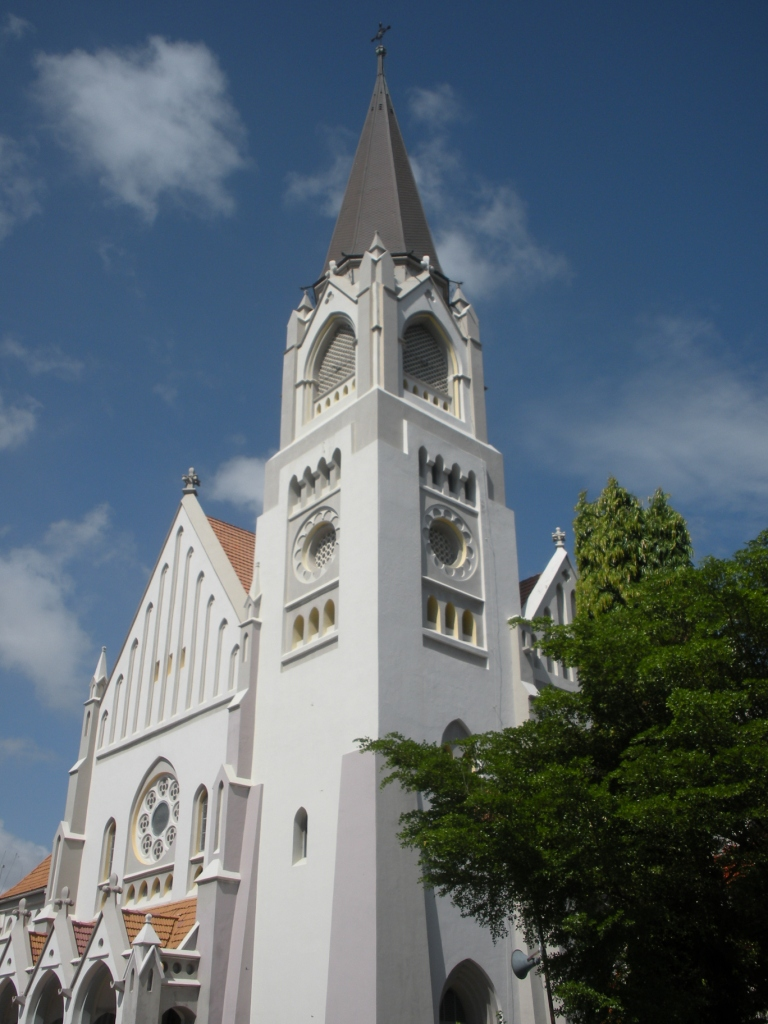
三蘭港的若瑟天主堂

## 教育
坦桑尼亚实行小学免费义务教育，成人识字率为90.4%，是非洲文盲率最低的国家之一。坦桑尼亚有一所综合性大学（达累斯萨拉姆大学），另有10余所大专院校、20多所师范院校。

## 文化
坦桑尼亚主要文化设施有国家博物馆（National Museum, Dar es Salaam）、国家图书馆（National Library）、尚吉巴和平博物馆（Zanzibar Peace Museum）。坦桑尼亚的木雕艺术历史悠久，技艺精湛。

## 觀光
坦尚尼亞以自然景觀及野生動物著稱，境內有多座世界遺產。

### 世界遺產
- 吉力馬札羅國家公園
- 塞倫蓋提國家公園
- 東非大裂谷
- 巴加莫約
- 尚吉巴石頭城

### 國家公園
- 塔蘭吉雷國家公園
- 魯阿哈國家公園

### 其他景點
- 維多利亞湖
- 三蘭港
- 多多馬
- 人類非物質文化遺產代表作：烏咖哩